# Línea N6 (TUC Pamplona)
La línea N6 (Nocturna 6) del Transporte Urbano Comarcal de Pamplona cubre la ruta entre la calle Cortes de Navarra y el barrio pamplonés de Mendillorri.
En su trayecto discurre por los barrios pamploneses del Segundo Ensanche y Mendillorri respectivamente, realizándose también el mismo servicio en sentido inverso.
Tiene servicio todas las noches aunque su horario es más amplio los sábados y vísperas de festivos donde se cubre casi toda la franja horaria donde no hay servicio diurno y los viernes en que el servicio finaliza a las 4:00h. La línea dispone de servicios para personas con discapacidad.
Esta línea opera con su denominación desde la implantación de la Red del Transporte Urbano Comarcal el 26 de julio de 1999. 

## Paradas
| KBHFa |

| HST |

| HST |

| HST |

| HST |

| HST |

| HST |

| HST |

| HST |

| KBHFe |

| KBHFa |

| HST |

| HST |

| HST |

| HST |

| HST |

| HST |

| HST |

| HST |

| KBHFe |

| KBHFa |

| HST |

| HST |

| HST |

| HST |

| HST |

| HST |

| HST |

| HST |

| KBHFe |

| KBHFa |

| HST |

| HST |

| HST |

| HST |

| HST |

| HST |

| HST |

| HST |

| KBHFe |

| KBHFa |

| HST |

| HST |

| HST |

| HST |

| HST |

| HST |

| KBHFe |

|  |

|  |

| KBHFa |

| HST |

| HST |

| HST |

| HST |

| HST |

| HST |

| KBHFe |

|  |

|  |

| KBHFa |

| HST |

| HST |

| HST |

| HST |

| HST |

| HST |

| KBHFe |

|  |

|  |

| KBHFa |

| HST |

| HST |

| HST |

| HST |

| HST |

| HST |

| KBHFe |

|  |

|  |